# 春日王克昌
春日王克昌（1977年7月1日—），本名金成澤，韓國首爾出身的前日本大相撲力士，身高183cm、体重148kg。
他也是第一位真正韓國出身的朝鮮族幕內級相撲力士，因被認定與大相撲造假問題有閞被勸退而決定引退。
他在1998年6月從仁荷大學休學渡日，加入春日山部屋，在11月初次比賽，在2000年1月場所昇進幕下，2002年11月場所升為十兩、2003年1月場所昇為幕內，因10勝5敗的好成績得敢鬥賞。
但後來因頻頻受傷，2008年5月比賽因左膝痛途中休場，在7月比賽維持約3年間的幕内級被降回十兩。後復歸幕内但因2勝13敗之積再降回十兩。2011年4月1日因大相撲造假問題被勸退，在4月4日提出引退，斷髪式在5月28日於兩國國技館的土俵上進行，出席人士有韓國演員劉智泰，韓國格鬥家崔洪萬和力道山的夫人。通算成績：464勝452敗11休。